# 巴勒斯坦民族剧院
巴勒斯坦民族剧院（阿拉伯语：‎）是耶路撒冷的一个巴勒斯坦人拥有的剧院，靠近东方大厦。该剧院与巴勒斯坦文化部合作。
巴勒斯坦民族剧院创建于1984年。